# Szintetikus álom
A Szintetikus álom Csepregi Tamás 2009-ben megjelent science fiction novelláskötete. A könyv kilenc történetének a 21. század vége felé járó Budapest (a kötetben Pest-Buda Agglomerátum Rt.) városállama szolgál helyszínéül. A könyvet a sci-fi egyik zsánerébe, a cyberpunkba sorolják, noir elemekkel.
A kötet a Tuan Kiadó gondozásában jelent meg. A szerző elnyerte vele a 2010-es Zsoldos Péter-díjat regény kategóriában, valamint az Európai SF Szövetség elsőköteteseknek szóló Encouragement-díját.

## Az alkotói folyamat
Csepregi fejében már régóta létezett egy kialakult kép a cyberpunk Budapestről, de kiadatni sokáig nem akarta. Végül barátai unszolására beküldte egyik novelláját a Tuan Kiadó „Teremts világokat!” pályázatára, ahol második helyezést ért el. A kiadó megkérte a szerzőt, hogy bővítse ki a történetet annyira, hogy az kiadható legyen. Így született meg további nyolc novella, és állt össze egy kötetté a Szintetikus álom. Csepregi szeretett volna több kötetet is írni a könyve világáról, de erre még nem került sor.

## A Szintetikus álom világa

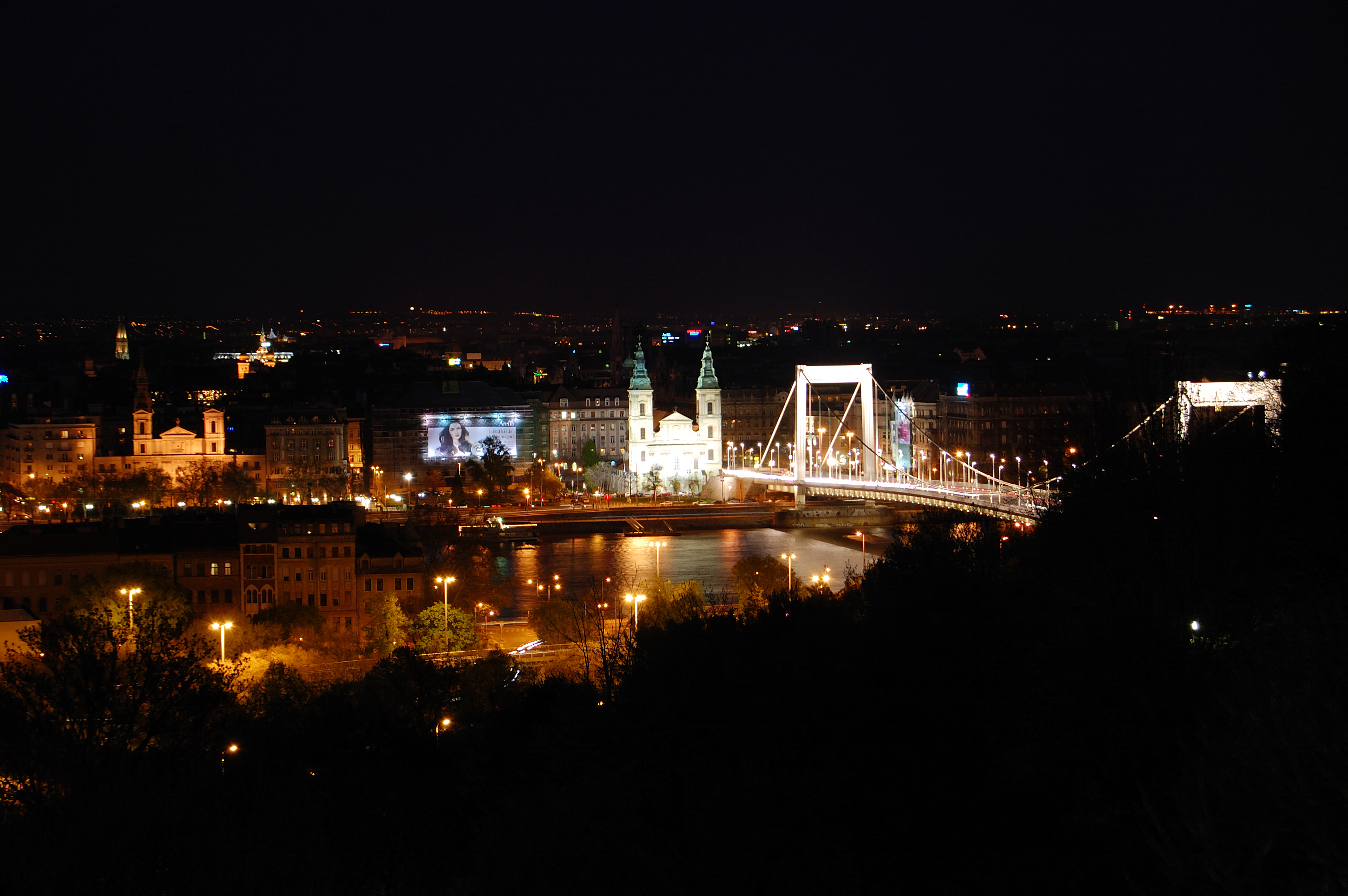
Csepregi Tamás történetei helyszínéül a futurisztikus Budapestet választotta.

A cselekmény a Pest-Buda Agglomerátum Rt. falai között játszódik, 2081-ben, mely már egy városállam, ahol gyakori a monszun, az emberek a túlélésért küzdenek, a rendőrség dolgát pedig punkok, valamint a föld alatt rejtőzködő adatjackek (hackerek) nehezítik meg.
A kötetben felvázolt jövőben a 2020-as évekre a világgazdaság válságba szorul. Háborúk robbannak ki a nyersanyagokért, az európai országok – köztük Magyarország is – hanyatlásnak indul. A válság éveiben Magyarországon megbuktatják a politikusokat, a vezetést pedig egy gazdasági társaság veszi át. A társaság az elkövetkezendő években kíméletlenül megszilárdítja a hatalmát. Ennek eredménye több felkelés és terrorcselekmény lett, elkövetői pedig a berobbantott aluljárókban gyülekeztek, mozgalommá szerveződve. A felkelések alábbhagytak, mikor az emberek kezdtek rájönni, hogy az Rt. képes eltartani őket. A városon kívüli területek annektálásával született meg a Pest-Buda Agglomerátum Rt. A válság éveiben a kínaiak ajánlatot tettek az Rt.-nek Pest-Buda nyolcadik kerületének megvásárlására, az összeget pedig nem tudták visszautasítani. Így felépült a Kínai Legitim Körzet, melyet szintén falak védtek meg a behatolóktól. Körzetüket égbetörő, üvegként ragyogó felhőkarcolóikból lehetett felismerni. Elterjedt szlengszó lett a kínaiakra a „pongó” kifejezés.
A feltámadni készülő Európát azonban újabb katasztrófa, a Q-vírus sújtotta. Ez a jó ideig gyógyíthatatlan betegség emberek millióinak halálát okozta, míg végül rátaláltak az ellenszerre. Az Rt. hatalmas falakkal vette körbe a Pest-Budát, és más városok is hasonlóan cselekedtek. Még a betegség gyógymódjának kifejlesztése után sem sikerült megtudni, pontosan mi is vezetett a vírus kialakulásához. A sokkból magukhoz térő emberek pedig rájöttek, hogy számukra a külvilág megszűnt létezni.
A járvány idején tevékenykedő orvosokból megalakult Szolgálat nevű cég, ami feladatául a vírus terjedésének megállítását tűzte ki. A 2040-es évekre azonban szabad kezet kaptak az Rt.-től, mert a vírus ismét felütötte a fejét.  A kór ellenszerét pénzért árulták, melyeket a legszegényebbek nem tudtak megvásárolni. A Szolgálat bevezette a kötelező szűrést, és akárkit bármikor igazoltathattak. A fertőzötteket deportálták Pest-Buda falain kívülre, ahonnét soha többé nem térhettek vissza.
A járvány utáni Magyarország megcsappant népessége még inkább csökkent a lehangoló életkörülmények miatt. Ezért az Rt. 2042-re beiktatta a kötelező házasodási törvényt. A családalapítást erkölcsileg és anyagilag is támogatták. A törvény csak tizenkét évig volt érvényben, mégis túlnépesedéshez vezetett.

## A mű cselekménye
A kilenc novella közül nyolc a 2081-ben játszódó Pest-Buda Agglomerátum Rt. falai között játszódik, mindegyik más szereplő szemszögéből igyekszik bemutatni a várost. A kilencedik pedig 2062-be vezet vissza, hogy bemutassa pár szereplő múltbéli kalandjait. A kötetben fontos a novellák sorrendje, nem véletlenszerűen következnek egymás után az írások, hanem egymás után elolvasva kaphatunk egy összeálló egészet. 

### Kontakthiba
Simont, a „parapszichológiailag érzékeny” (PP, azaz „pípí”) magánnyomozót egykori kollégája, Vince bízza meg egy gyilkossági ügy megoldásával. Dragót, akit csak „besúgóként” tartanak számon, valaki meggyilkolta. Simon egyelőre eltitkolja Vince elől, hogy egy ideje már nem képes használni különleges képességét, de később lehull a lepel a titkáról. Simon vállalja az ügyet, mely során rá kell döbbennie, hogy semmi sem az, mint aminek legelőször gondolja.

### A sárkány röpte
Zalay András statisztikai osztályvezetőként dolgozik a Pest-Buda Agglomerátum Rt.-nél. Mindig a kínai horoszkópjára hagyatkozik, melyben gyerekkora óta hisz. Napjait azzal kezdi, hogy jövendölést rendel magának, „Tűzsárkány”-nak nevezi magát. Sokakkal szemben igencsak lenéző, felettesei irányában pedig ambiciózus. Éppen egy előléptetés előtt áll az Rt.-nél, ezért az átlagosabbnál is szigorúbban tartja magát a jövendöléséhez. Nem is sejtve, hogy a horoszkópja téved.

### Tétre, befutóra
A fejezet több szereplő nézőpontjából is elmeséli a történetet, de a legfontosabb közülük Drávus Zsolt, egy A-státuszú karbantartó az Rt. Négyes Számú Élelmiszerellátó és Elemző Intézményében. Találkozik fiatalkori ismerősével, Mihállyal, aki szereti magát „Combos”-nak nevezni, és alvilági körökben mozog. Elviszi Drávust egy szórakozóhelyre, majd ráken egy gyilkosságot, és ezzel megzsarolja egykori osztálytársát. Csak későn ébrednek rá, hogy a bűn nem kifizetődő.

### Analóg dallamok
Miklós bácsi, az idős – és talán az országban élő utolsó – zongorista megszokott dallamait játssza egy szórakozóhelyen, zenét szolgáltatva a hangulathoz. Közben pedig feleleveníti az emlékeit. Ebben a fejezetben ismerhetjük meg a Pest-Buda Agglomerátum Rt. kialakulásának hátterét, a Q-vírus elterjedésének történetét, valamint a 21. század végére kialakult világot.

### Az óriás
Nóra egy fiatal adatjack, aki egyedül él a lakásában. Szabadidejében virtuális valóságok közt jár-kel. Édesanyja látogatja meg néha, aki úgy tudja, hogy a lánya informatikus, ami távol áll a valóságtól. Az adatjackkek munkája ugyanis illegális, céljaik szemben állnak az Rt. nézeteivel. Szerelme Márk, akivel gyakran találkoznak. Nóra kapcsolatban áll a föld alatti adatjack-mozgalommal, és nem is sejti, hogy a Szolgálat titokban megfigyeli, így menekülnie kell, ha kedves az élete.

### Az utolsó utáni pillanat
Pubinak korábban saját agáristállója volt, kiváló dominó- és madzsong-játékosokkal. Azonban elindult életében egy pech-sorozat, melynek most a legaljára került. Jelentős összeggel tartozik egy „W”-nevű férfinak, aki egy újabb sikertelen mérkőzés után figyelmezteti Pubit: már csak három napja van visszafizetni a kölcsönt. Pubi elkeseredésében felkeresi egy korábbi játékosát, és felbérel egy állítólagos bérgyilkost W ellen.

### Puszta formalitás
Zhien Hai-Long-to a Kínai Legitim Körzet egyik menedzserklánjának, a Ha-Long-tónak a feje. Jelentkezését a vezető tanácsba hetedszerre utasították vissza, melyet fia szóvá is tesz. A pénznél azonban jóval fontosabbnak tartja a tiszteletet, melyet minden áron ki akar vívni magának. Ezért bosszút forral a klánok ellen, melybe belevonja Vincét, valamint Sho-Csaót, aki nem örvend nagy tiszteletnek a tanács szemében sem. A sors végül más irányba tereli az útját.

### Szintetikus álom
A kötet címadó története. Bende Félix valódi luxusban él. Van egy saját villája, és annyi pénze, hogy már elkölteni sem tudja. Azonban a munkája nagy áldozattal jár. A Más/Világ nevű cégnek adja el álmait, melyekből videojátékok készülnek. Emiatt egy ideje nincsenek már nyugodalmas éjszakái, ezért úgy dönt, megszabadul a fejébe szerelt szerkezettől. Felkeresi D-nes nevű barátját, és megkéri, hogy távolítsa el a gépet a koponyájából, de még a magát a legjobbnak nevező férfi is tanácstalan.

### Negatív visszacsatolás
A kötet egyetlen 2062-ben játszódó története, mely egyben a Szintetikus álom zárófejezete is. Vince egy olyan ügyön dolgozik, melyet már mindenki le akar záratni vele, ám köszönhetően Simonnak, az egész új megvilágításba kerül. Ez a történet elvarr több, korábbi szálat is, mely felbukkan a történetekben. Ilyen például Zhien és Vince barátsága, Vince kapcsolata Simonnal, és ekkor láthatjuk először bevetésen a pípík látnoki képességét.

## A kötet fogadtatása
A Szintetikus álommal nyerte el a szerző 2010-ben a Zsoldos Péter-díjat regény kategóriában, valamint az Európai SF Szövetség legjobb elsőkötetes íróinak járó Encouragement-díját. Még ugyanezen év októberében az Avana Egyesület illusztrációs pályázatot is hirdetett a műhöz, melynek győztesét a 2011.-es HungaroCon rendezvényen hirdették ki. A pályázat szabályai szerint a kötet egyik novellájához kellett készíteni egy illusztrációt. A győztes Várnai Noémi lett, aki Az óriás című novellához készített rajzot.
Habár a visszajelzések nagy része pozitív volt, több sci-fi rajongó találta „elavultnak” a novelláskötet zsánerét, azaz a cyberpunkot. Csepregi az írói blogján reagált ezekre, jelezvén hogy nem ért egyet a kijelentéssel, mely szerint a cyberpunk halott lenne.  Saját bevallása szerint nem akarta megváltani a világot első könyvével. Ennek ellenére megjegyezte, hogy ha a Szintetikus álom nem cyberpunk lett volna, nem kapott volna ekkora visszhangot.